# Nanshiungosaurus brevispinus
Nanshiungosaurus brevispinus es una especie y tipo del género extinto Nanshiungosaurus ("reptil de Nanshiung") de dinosaurio terópodo tericinosaurianos, que vivió a finales del período Cretácico, hace aproximadamente entre 71 a 67 millones de años, desde el Campaniense al Maastrichtiense, en lo que hoy es Asia. Nanshiungosaurus brevispinus se descubrió por primera vez en 1974 y se describió en 1979, representada por un espécimen que preserva la mayoría de las vértebras cervicales y dorsales con la pelvis. 
Los Nanshiungosaurus eran animales bípedos, los cuales presentaban un largo cuello y una pequeña cabeza. Sus miembros delanteros, considerablemente largos, terminaban en grandes garras características de los tericinosaurianos. Nanshiungosaurus brevispinus era un terizinosaurio de cuerpo relativamente grande, estimado en 4,4 a 5 metros de largo con un peso de 454 a 907 kilogramos.
La pelvis está representada por un sacro bien conservado y el lado izquierdo compuesto por el ilion , el pubis y el isquion. Sin embargo, el pubis ha perdido su extremo distal. El lado derecho solo conserva el isquion. Como en la mayoría de los terizinosáuridos, el pubis y el isquion se fusionan en una estructura sólida. En general, la pelvis está construida de manera robusta. Las vértebras sacras están fusionadas, lo que indica que el individuo era un adulto en el momento de la muerte.
Los primeros restos de Nanshiungosaurus fueron recolectados en 1974 por un equipo de expedición del Instituto de Paleontología y Paleoantropología de Vertebrados. Más tarde, en 1979, Nanshiungosaurus brevispinus fue nombrado y descrito por Dong Zhiming. El nombre genérico se refiere a Nanxiong y el nombre específico se deriva del latín brevis, "corto" y spina, "espina", en referencia a las espinas vertebrales cortas. El espécimen holotipo , IVPP V4731, estaba cerca de Dapingcun en Guangdong, encontrado en una capa de la Formación Nanxiong, que data del Cretácico tardío durante el Maastrichtiense. Consiste en un esqueleto parcial que carece del cráneo pero que incluye 12 vértebras cervicales, 10 dorsales y 6 sacras y una pelvis voluminosa. Primero se pensó que era un saurópodo pequeño y extraño caracterizado por un cuello más corto pero más grueso que otros saurópodos. La Formación Nanxiong data de la etapa de Maastrichtiense hace aproximadamente 66,7 ± 0.3 millones de años.